# Klingen - Painten
Klingen - Painten ist eine Gemarkung im niederbayerischen Landkreis Kelheim.
Die Gemarkung mit der Nummer 5522 besteht ausschließlich aus dem Gemarkungsteil 0 und liegt vollständig auf dem Gebiet des Markts Painten und hat eine Fläche von gut 2,2 Quadratkilometern.
Auf der Gemarkung liegen die Paintner Gemeindeteile Berg, Mantlach und Netzstall. Die benachbarten Gemarkungen sind die oberpfälzer Gemarkung Klingen im Norden, im Osten die Gemarkung Paintner Forst und im Südosten und Südwesten die Gemarkung Painten.